# Teatr absurdu

Laurent de LaHire, Abraham ofiarowujący Izaaka (1650). Sytuacja biblijnego Abrahama była punktem wyjścia dla pojawienia się pojęcia absurdu w myśli Sørena Kierkegaarda.

Teatr absurdu – nowatorski nurt w dramacie współczesnym, zapoczątkowany w latach 80. XIX wieku we Francji, mający swój renesans w latach 1950-1965, potem odżywający i przekształcany w kolejnych pokoleniach pisarzy. Charakterystyczną cechą teatru absurdu jest widzenie świata polegające na godzeniu sprzeczności. W teatrze absurdu zostają odwrócone tradycyjne role przypisane tragizmowi i komizmowi – tragizm staje się nośnikiem treści komicznych, a komizm – tragicznych. Równocześnie zostaje zakwestionowane jedno ontologiczne rozstrzygnięcie świata. Głównymi tematami w dramacie absurdu jest niepewność prawdziwości wszystkiego, co otacza współczesnego człowieka; to tragiczny bohater komicznej gry pozorów istnienia.
Działania człowieka w świecie pozbawionym metafizycznego sensu naznaczone są chaosem, a społeczna rzeczywistość bywa często zakłamana przez język i politykę totalitarnego państwa. Co prawda wizja przypadkowego istnienia człowieka w świecie zawierała się w np. tragediach greckich, ale tam odnosiła się do uznanego metafizycznego porządku, natomiast teatr absurdu neguje istnienie takiego porządku. Absurd w tym znaczeniu można traktować nie tylko jako pojęcie estetyczne, ale także jako wyraz pewnej metafizycznej refleksji wobec świata.
W dramatach absurdystów silnie eksponowana jest sztuczność, teatralność; często pojawiają się motywy masek, luster i snu. Postacie dramatu często zestawione są w parach, np. kat – ofiara, gruby – chudy itp., lub też w układach trójkowych, np. dwóch na jednego. Wprowadzany jest także motyw sobowtórów. Absurdyści korzystają chętnie z tradycyjnych motywów farsowych, np. poślizgnięcie się na skórce od banana (Wdowy Mrożka).

## Historia pojęcia „Teatr absurdu”
Pojęcie absurd oznacza w muzyce brak harmonii w logicznej i racjonalnej kompozycji dzieła, natomiast w logice odnosi się do twierdzenia reductio ad absurdum (p∧~p). W myśli filozoficznej słowo absurd pojawiło się po raz pierwszy u Sørena Kierkegaarda (Bojaźń i drżenie – sytuacja biblijnego Abrahama), następnie zostało rozwinięte przez egzystencjalistów (relacja między człowiekiem a światem).
Natomiast pojęcie teatr absurdu pojawiło się po raz pierwszy w 1961 r. w książce Martina Esslina The Theatre of the Absurd na określenie formacji dramaturgów tworzących w latach 50. XX wieku, przede wszystkim „wielkiej czwórki” twórców, do których autor zaliczył Samuela Becketta, Jeana Geneta, Artura Adamowa i Eugène’a Ionesco, jako piątego z największych zwykło się dodawać Harolda Pintera. W innych rozdziałach wymienia również innych autorów, takich jak: Jean Tardieu, Boris Vian, Dino Buzzati, Ezio d’Errico, Manuel de Pedrolo, Fernando Arrabal, Amos Kenan, Max Frisch, Wolfgang Hildesheimer, Günter Grass, Robert Pinget, Norman Federick Simpson, Edward Albee.
Z kolei w drugiej swojej książce – Au delà de l’absurde (1970) Esslin zauważa również Witkacego, Tadeusza Różewicza, Jerzego Broszkiewicza, Stanisława Grochowiaka, Zbigniewa Herberta oraz Sławomira Mrożka, któremu poświęcił nawet osobny rozdział. Pojawiają się także inne nazwiska zza żelaznej kurtyny: Václav Havel, Ivan Klima, Milan Uhde, Peter Karvas (Czechosłowacja), István Örkény (Węgry).
Określenie „teatr absurdu” wyparło wcześniejsze, funkcjonujące wśród krytyków terminy, takie jak: antydramat, czarna literatura, awangarda paryska lat pięćdziesiątych, nowy teatr, teatr logik modalnych, dramat kreacyjny, teatr szyderczy.

## Teatr absurdu w Polsce
W Polsce historia teatru absurdu jest chronologicznie dwuznaczna: premiera teatralna Iwony, księżniczki Burgunda Witolda Gombrowicza była bowiem zaplanowana na wrzesień 1939 roku, i gdyby doszła do skutku, to prawdopodobnie zostałaby uznana przez późniejszych krytyków i historyków literatury oraz teatru za pierwszą na świecie sztukę mieszczącą się w ramach pojęcia teatr absurdu. Po II wojnie światowej, w latach pięćdziesiątych polski teatr absurdu nie mógł się rozwijać, ponieważ w tamtym czasie w Polsce Ludowej obowiązywała już wyłącznie doktryna realizmu socjalistycznego.
Sztuki teatralne Stanisława Ignacego Witkiewicza są dzisiaj także uznawane za prekursorskie w stosunku do zjawiska teatru absurdu. Jak podaje Jan Błoński we Wstępie do wydania Biblioteki Narodowej Dramatów Witkacego, zakończenie Matki „przypomina chwyty tak zwanego teatru absurdu. W trzydzieści lat później zastosują je Beckett i Ionesco.”.
Bardziej współcześnie do absurdystów zalicza się Mrożka (Wdowy, Tango, Emigranci) i Różewicza (Kartoteka, Do piachu, Kartoteka rozrzucona), chociaż oni sami odżegnywali się od tego nurtu. Polskimi dramatami absurdystycznymi są także np. jednoaktówki Mirona Białoszewskiego, w których wszystkie elementy tworzące teatr zostają zredukowane (tzw. dramat zerowy).